# ریواروسا
ریواروسا (به ایتالیایی: Rivarossa) یک کومونه در ایتالیا است که در استان تورین واقع شده‌است.

## خصوصیات
ریواروسا ۱۱٫۰ کیلومترمربع مساحت و ۱٬۶۵۸ نفر جمعیت دارد و ۲۸۶ متر بالاتر از سطح دریا واقع شده‌است.